# Мэйр, Питер
Питер Мэйр (англ. Peter Mair, 3 марта 1951, местечко Россес-Пойнт графства Слайго, провинции Коннахт, Ирландия — 15 августа 2011 Коннемара, Ирландия) — ирландский политолог, профессор сравнительной политологии 

## Биография
Питер Мэйр изучал историю и политологию в Дублинском университетском колледже. В 80-е гг. работал преподавателем Лимерикского университета и Европейского университета во Флоренции. В 1987 году защитил Ph.D. в Лейденском университете, посвященную исследованию ирландской партийной системе. В 1990 году, его работа написанная в соавторстве с Бартолини, получила премию Стейна Роккана за сравнительные социальные исследования (Stein Rokkan Prize for Comparative Social Science Research) . В 1994 году он стал профессором Лейденского университета. Специализировался на сравнительных исследованиях, и прежде всего на партий и партийных систем.

### Книги
- Gallagher M., Laver M., and Mair P., Representative Government in Modern Europe: Institutions, Parties, and Governments, McGraw-Hill, New York, 4th edition. 2005.
- Mair P., Political Parties and Electoral Change: Party Responses to Electoral Markets, Müller WC, Plasser F (eds.), Sage, London. 2004.
- Mair P. and Zielonka J (eds.). The Enlarged European Union: Diversity and Adaptation, Frank Cass, London. 2002.
- Mair P., Party System Change: approaches and interpretations, Oxford University Press, Oxford. 1997.
- Bartolini S., and Mair P., Identity, Competition, and Electoral Availability: the stabilisation of European electorates 1885-1985, Cambridge University Press, Cambridge. 1990